# Orquestra Mozarteum de Salzburgo
A Orquestra Mozarteum de Salzburgo (em alemão: Mozarteum Orchester Salzburg) é uma das principais orquestras de Salzburgo, na Áustria. Foi fundada em 1841 e adquiriu seu atual nome em 1908. Participa ativamente do Festival de Salzburgo.

## Regentes titulares
- Ivor Bolton (2004-presente)
- Hubert Soudant (1995-2004)
- Hans Graf (1984-1994)
- Leopold Hager (1969-1981)